# Anja Nielsen
Anja Nielsen, född den 12 april 1975 i Kolding i Danmark, är en dansk tidigare handbollsspelare och olympisk mästare i handboll. Hon spelade högersexa.

## Karriär
Nielsen spelade för Ikast Bording EH under de flesta av sina elitår. Den 31 oktober 2001 skadade hon korsbandet och kunde inte spela i Italien-VM 2001. I februari 2002 hade hon på grund av skadan inte fått förlängt sitt kontrakt med Ikast som ville vara säkra på att hon kunde spela.  Samma var situationen två månader senare. På EHF spelarprofil är Anja Nielsen upptagen som spelare 2002–2003 och hon gjorde några mål så hon spelade för Ikast den säsongen. 
Ett år 2003–2004 spelade hon för Vestmannaeyjar på Island. Året efter spelade hon i Randers HK men sedan är hennes klubbar okända.Sammanlagt spelade hon 45 landskamper och gjorde 78 mål för Danmark. Hon gjorde debut i landslaget 26 februari 1997 mot Sverige i en förlust med 16-20. Sista landskampen spelade hon den 20 maj 2001 mot Tjeckien då Danmark vann med 24-16. Hon hade alltså en kort landslagskarriär men under dessa år var hon med Danmark och vann ett OS-guld i damernas turnering i samband med de olympiska handbollstävlingarna 2000 i Sydney. Hon var 2015 tränare i Handbollsklubben Hogager GF, där hon tränade klubbens seniordamer samt juniorerna.

## Klubbar
- Ikast Bording EH (1997–2003)
- Vestmannaeyjar (2003–2004)
- Randers HK (2004–2005?)